# Нудиженська сільська рада
Нудиженська сільська рада — сільська рада в Любомльському районі Волинської області (Україна) з адміністративним центром у селі Нудиже.

## Населені пункти
Сільській раді підпорядковані населені пункти:
- с. Нудиже
- с. Мшанець
- с. Черемошна Воля

## Склад ради
Рада складається з 16 депутатів та голови.

### Керівний склад ради
| ПІБ                          | Основні відомості                                                                | Дата обрання | Дата звільнення |
| ---------------------------- | -------------------------------------------------------------------------------- | ------------ | --------------- |
| Світящук Сергій Єрофійович   | Сільський голова, 1967 року народження, освіта, член Української Народної Партії | 26.03.2006   | 31.10.2010      |
| Марчук Віталій Володимирович | Сільський голова, 1965 року народження, освіта вища, безпартійний                | 31.10.2010   |                 |

Примітка: таблиця складена за даними джерела

## Населення
Згідно з переписом УРСР 1989 року чисельність наявного населення сільської ради становила 3089 осіб, з яких 1474 чоловіки та 1615 жінок.
За переписом населення України 2001 року в сільській раді мешкали 1484 особи.

### Мова
Розподіл населення за рідною мовою за даними перепису 2001 року:
| Мова       | Відсоток |
| ---------- | -------- |
| українська | 99,93 %  |
| російська  | 0,07 %   |